# Моми, Илер
Иле́р Ромео Верди Моми́ (фр. Hilaire Roméo Verdi Momi; 16 марта 1990, Банги, ЦАР) — футболист из Центральноафриканской Республики, нападающий малийского клуба «Стад Мальен». Выступал за сборную ЦАР.

## Карьера

### Клубная
Моми начал футбольную карьеру в клубе «Дербаки Футбол Центр». В 2008 году он переехал в Камерун, подписав контракт с «Котон Спорт». За три сезона нападающий дважды стал чемпионом и один раз выиграл кубок африканской страны. Во встрече группового этапа Лиги чемпионов КАФ 16 июля 2011 года против марокканского клуба «Раджа» Моми на 77 минуте матча был удалён с поля.
В конце летнего трансферного окна 2011 года нападающий перешёл во французский «Ле-Ман». Дебютный матч в Лиге 2 для Моми пришёлся на встречу с «Реймсом». 16 декабря 2011 года Илер отметился первым забитым мячом.
Летом 2013 года после того, как было объявлено о банкротстве «Ле-Мана», Моми стал свободным агентом. 29 июля 2014 после успешного прохождения просмотра Илер заключил контракт с бельгийским клубом «Сент-Трюйден». Во втором футбольном дивизионе Бельгии Илер дебютировал 2 августа 2014, выйдя на замену на 78 минуте матча с «Виртоном». Спустя 9 минут после появления на поле Моми отметился забитым мячом. 18 января 2015 нападающий забил два мяча в ворота «Ауд-Хеверле Лёвен», принеся своей команде волевую победу.

### В сборной
В сборной ЦАР Илер дебютировал в первой игре Кубка КЕМАК 2007 против сборной Чада. На 14 минуте встречи Моми открыл счёт. В 2009 году Моми стал лучшим бомбардиром Кубка КЕМАК, отличившись пять раз в четырёх матчах. В финальной встрече со сборной Экваториальной Гвинеи нападающий сделал дубль и принёс своей команде победу в турнире.
| Голы Моми за сборную ЦАР | Голы Моми за сборную ЦАР | Голы Моми за сборную ЦАР         | Голы Моми за сборную ЦАР | Голы Моми за сборную ЦАР | Голы Моми за сборную ЦАР | Голы Моми за сборную ЦАР                         |
| №                        | Дата                     | Место проведения                 | Соперник                 | Голы                     | Счёт                     | Соревнование                                     |
| ------------------------ | ------------------------ | -------------------------------- | ------------------------ | ------------------------ | ------------------------ | ------------------------------------------------ |
| 1                        | 10 октября 2010          | Бартелеми Боганда Стэдиум, Банги | Алжир                    | 2:0                      | 2:0                      | Кубок африканских наций 2012 (отборочный турнир) |
| 2                        | 5 июня 2011              | Бартелеми Боганда Стэдиум, Банги | Танзания                 | 1:0                      | 2:1                      | Кубок африканских наций 2012 (отборочный турнир) |
| 3                        | 10 августа 2011          | Национальный стадион, Та-Кали    | Мальта                   | 1:1                      | 1:2                      | Товарищеский матч                                |
| 4                        | 15 июня 2012             | Борг Эль Араб, Александрия       | Египет                   | 1:1                      | 3:2                      | Кубок африканских наций 2013 (отборочный турнир) |
| 5                        | 15 июня 2012             | Борг Эль Араб, Александрия       | Египет                   | 2:2                      | 3:2                      | Кубок африканских наций 2013 (отборочный турнир) |

## Достижения
Котон Спорт
- Чемпион Камеруна (2): 2009/10, 2010/11
- Обладатель Кубка Камеруна: 2011

Сборная ЦАР
- Победитель Кубка КЕМАК: 2009